# ケーエスシー
株式会社ケーエスシーは、山梨県甲斐市竜王新町にある遊戯銃メーカー。社名KSCは甲府島コーポレーション（KofuShimaCorporation ）の略称。輸出用機械式欧文タイプライターの一貫生産をOEMで受注、後年には電子式タイプライターの一貫生産も行っていた。製品の構造や品質はMGCのものを引き継ぎ、ブローバックガスガン、モデルガンが主力商品となっている。

## 沿革
- 1969年 - MGCの創成期にエンジニアとして参加していた社長がプレス製品の製造を主力とした島製作所として創業。MGCへの部品供給を中心として活動、ピーク時はMGC製品の製造量の約40%を担っていた。
- 1972年 - 株式会社島に組織変更。
- 1989年 - 企画・開発を行う株式会社ケーエスシーを設立。MGCの企画・開発に協力。
- 1994年 - 製品の納品先であったMGCの休業に伴い、完全自社製造品の「M93R-AG」をMGCグループの流通部門であった台東商事から発売。
- 1995年 - 「KSC」ブランドで自社流通を開始。「M93R-MG」「Mk-V King Cobra」｢AUTO-9｣を発売。
- 1996年 - KSC初の新規製作「P230」発売。
- 1997年 - 「M8000」「TMP」発売。
- 1998年 - 「Mk23」「STI」「M9」発売。
- 1999年 - 「G17」「SP2340」「ハードキックシリーズ」発売。
- 2000年 - 「Cz75 2nd」「STI レースメカバージョン」発売。
- 2001年 - 「M11A1」発売。
- 2002年 - 「M93R-2」「M945」発売。
- 2004年 - 「USPコンパクト」発売。
- 2005年 - KSC初の電動ガン「HK33K」「USP.45」ブランド10周年記念品各種発売。
- 2006年 - 「M1911」 『BLACK LAGOON』とのコラボレーション製品「インベルM911」(1,000挺限定)発売
- 2007年 - 18歳未満向けモデル「U-18シリーズ」『BLACK LAGOON』とのコラボレーション製品「ソードカトラス」（限定/製造数非公表）発売。APS競技用ピストル「GP100」「AP200」を発売。
- 2008年 - 従来品のメカニズムを[07ハードキック（SYSTEM 7）]系に変更開始。『GUNSLINGER GIRL』とのコラボレーション製品「P230モデッロT」（限定/2000台）発売。
- 2009年 - 「ステアーTMP」を「B&T MP9」にリニューアル。創業40周年記念として「H&K MP7A1」を発売。APS競技用ライフル「GR1000」「AR2000」を発売。
- 2010年 - 「P230」のモデルガンを発売　ブローバックガスガン「M4A1」を発売。同社製G18Cの構造を使用したMAGPUL PTS FPGを輸入販売。｢M93R-AG｣に、再発売を機に実銃を模した刻印を復活。
- 2011年 - ｢M93R2｣に、再発売を機に実銃を模した刻印を採用。ホップアップシステムを改良し既存機種のリニューアルを開始。「STI」シリーズを[SYSTEM 7]系に更新開始。「M4A1」のバリエーションとして、PTS MAGPUL[注釈 2]と提携した「M4 MAGPUL」シリーズを発売。
- 2012年 - 3月に「HK45」を発売。｢M9｣に、再発売を機に実銃を模した刻印を採用。11月に「AK74」シリーズを発売。
- 2014年 - 5月に「HK45（HW）」、9月に「Vz61」、10月に「M92バーテック（システム7）」、11月に「Cz75（HW）」を発売。
- 2015年 - 1月にガスブローバック「マカロフ PM」、2月にガスブローバック「KTR-03」、7月にガスブローバック「MASADA」、8月に電動ガン「M4A1」、9月にガスブローバック「マカロフ PM（ver.2）」を発売。12月にガスブローバック「USP 45」と「USPコンパクト」を再生産。
- 2018年 - 1月にKSCブランドサイトとKSCオンラインストアをリニューアル。

## 製品の特徴
モットーを「より良いものをより安く」としており、他社製品よりもグレードの高いものを同価格帯で販売するというスタイルを標榜している。
製品の特徴としては、
外観が美しい
外観の仕上げに切削加工を大幅に導入、平滑さや加工痕が金属製品をイメージさせ、メッキモデルは金属のようだと評される。
内部構造がリアル
可能な限り実銃と同様の作動が再現されている。
説明書が詳細
取り扱い方法の他、実銃の解説にも力を入れている（商標問題を抱える機種は除く）。
一部のモデルでは実銃同様に銃身を可動させるなどの構造を再現したために、ブローバックメカニズムの動作が不安定なものがあり、実銃どおりの寸法で作られた照準器がエアソフトガンとして不適当な設定になっている。
ブローバックメカニズムは、協力関係にあったMGC製品の流れを引き継いでおり、「エクセレントピストン」と呼称される強制閉鎖式と、「ロングレンジピストン」、「システム07」と呼称される負圧式に大別される（ブローバックメカニズムの詳細はエアソフトガン#ブローバックガスガンを参照）。前者は銃身の可動の再現などを優先した方式で、構造が複雑なため安定性を欠く傾向がある。後者は構造の単純化により動作スピードと安定性を優先した方式となっている。
動作の不安定さに対しては、「ハードキック」と呼称したマイナーチェンジ1999年にM9/M8000/Mk23に、2005年に再度Mk23に対して行われ、内部構造の改良で何度かの改善を行っている。2007年後半から「07ハードキック（SYSTEM 7）」と呼称したメカニズムの大幅なリニューアルを開始したが、現在まで採用してきた独特のメカニズムを放棄して他社製品と変わらないシンプルな構造となった。この変更により、同社製品の特徴であった「リアルライブショートリコイル」と呼称される構造が廃止され、他社製品と同じ構造の「アウターライブショートリコイル」と呼称されるようになった。
外観を再現する手法のひとつとして製品に刻印された自社ロゴを隠すという方式を採っており、排莢口の中、コッキングピース上部、スライドストップレバーの下など機種によって多種多様な場所にあり、銃器表面の刻印を実物に近づけている。権利関係の問題でベレッタ製品、グロック製品などでは実銃メーカーの商標が使われておらず、一部の初期製品と限定販売品以外には使用されていない。STIとは正式に商標使用契約を結び、製品への実銃用部品導入や解説書の内容充実を図っている。
電動ガンHK33シリーズはエアコッキングガンとしての機能を併設し、電池切れの状態や未充電の状態でも発射が可能になっているほか、手動の場合はモーターの作動音を立てずに発射することができる。
「U-18」シリーズと銘打った、国内地方自治体の青少年保護育成条例内の規定に適合したローパワーモデルをかつて製造していた。
日本国外ではKWAというブランドで発売されている製品が、KSC製品と構造が共通するものの素材・加工箇所・着色・刻印などが異なる。

## 海外メーカーとの関係
日本国外でKWAというブランドで発売されている一部製品が、KSC製品と構造が共通している。KWAのNS2システムがKSCのSYSTEM7と同じ仕組みと言われている。KSCで古いブローバックエンジンを使用しているのに対しKWAの製品は最新のNS2(=SYTEM 7)にて発売されている製品も存在する。
KSC側はかつてホームページや公式ブログに海外製のコピー品に対して警告を出していた。現在までKWAとの関係に対する公式なアナウンスは一切無いが、台湾の会社にタイアップとしてKSCで設計した図面を提供しており、その際に香港や台湾で販売する際に自社のブランド名を使用を許可している。KSCにより日本市場で発売されるエアガンにはMANUFACTURED BY KSC JAPANというシールとKSCのロゴが刻印されているものの、製造国がどこであるかの表示は銃本体・箱を含め表示されていない。そのため、一部のユーザーは国産ではなく海外で製造しているという疑いを持っていたが、2025年のLaylaxの取材によってKSCの自社工場で製造していることが判明した。
また、マグプルの関連会社であったPTS社により企画・供給されているMASADAやMEGAアームズ社のAR-15をモデルアップしたガスブローバックガンの海外版にはManufactured in TAIWAN by KWAやManufactured in TAIWAN by Yih KaiといったKWA及びその親会社であるYih Kaiが製造した旨の刻印がPTS社のロゴマークと並んで施されているされているが、日本にてKSCから発売される際はKWAに関する刻印はされず、PTS社のロゴマークと別の場所にKSCのロゴが表示された状態で販売されている。また、Yih Kaiは米国内においてKSCの商標をエアソフトガンのカテゴリにて取得している。
以上の理由から主にネット上では様々な説が主張されているが、確実なソースはなく、そのほとんどは伝聞や憶測である。

## 事件
- 1997年ウエスタンアームズより、ブローバックガスガンのメカニズムに関しての特許侵害による損害賠償請求を求める訴訟を起こされたが、1999年にケーエスシー側の全面勝訴で訴訟は終結した。同年再びウエスタンアームズ、およびピエトロ・ベレッタからベレッタ製品の工業的意匠および商標の模倣による損害賠償請求を求める訴訟を起こされたが、2001年にケーエスシー側の全面勝訴で終結。
- 1998年発売の製品STIの開発段階において、同社が加盟していた業界団体日本遊戯銃協同組合（ASGK）より、銃身部がMGC製モデルガンに装着可能であり、団体自主規制違反ひいては銃刀法に抵触すると指摘され、同製品は発売延期と急な仕様変更を余儀なくされた。それに際して広報用に出版社に貸し出した試作品が競合他社に流出したため出版社との関係が悪化、編集責任者が交代するまで取材協力を行わないなどの絶縁状態にあった。これがASGKからの脱退、別団体日本エアースポーツガン協会（JASG）への参加の原因となった。
- 2013年に、公式ホームページにて電動リコイルガン第二弾となる予定だった「M4マグプルCQB」を、他メーカー社員を名乗る人物がKSCの取引先に対して、特許侵害を主張し、扱った代理店に対して法的措置や取り扱い停止の警告を行った[注釈 6]とし、該当製品を直接販売のみにすることを発表した。[4]

## メディアとのタイアップ
PlayStation用ゲームソフト『メタルギアソリッド』開発時にメインデザイナーの新川洋司がKSC製のMk23を購入したことで、ゲーム中への登場のきっかけとなった（ディレクターの小島秀夫はベレッタM92FSを好んでおり、続編では変更された）。ゲームソフト宣伝用イラスト等でも大きく取り上げられたこともあった。
PlayStation用ゲームソフト『バイオハザード3』にKSCが製品化していたSTIイーグル/ハンター、SIG SP2340が登場し、KSCとタイアップが行えないかという意図があったが、実現はしなかった。
アニメーション作品『ブラックラグーン』とは正式なタイアップが行われたが、通常では行われない特例的な措置（エアソフトガンへの商品化権許諾など）を経て実現したと雑誌記事中で触れられている。
アニメーション作品『GUNSLINGER GIRL』とのタイアップでは、何点かの企画が予定されていたが、実現したのは一点のみである。また、IL TEATRINOのオープニングの実写映像中に登場した銃器はKSC製品を撮影したものである。
テレビ朝日系列ドラマ『交渉人』、フジテレビ系列ドラマ『SP』や『ギルティ 悪魔と契約した女』では、作中に登場するSIG SAUER P230JPのタイアップ協力を行っている。タイアップの初期にP230をモデルガン化したものが提供され、それが好評であったことから正式に製品化され、さらに登場の機会が増えている。